# Sicherungs-Brigade 204
De Sicherungs-Brigade 204 (Nederlands: 204e beveiligingsbrigade) was een Duitse infanteriebrigade in de Heer tijdens de Tweede Wereldoorlog.

## Geschiedenis brigade
Op 25 juni 1941 werd de brigade opgesteld uit de Ersatz-Brigade 204.

### Ersatz-Brigade 204
Begin juni 1941 werd de Ersatz-Brigade 204  (ook Brigade 204) in Wehrkreises XVII  (17e militair district) als onderdeel van 16. Aufstellungswelle (vrije vertaling: 16e opstellingsgolf) opgesteld.

### Sicherungs-Brigade 204
Kort na de opstelling van de Ersatz-Brigade 204 voor de overname van beveiligingstaken (Een formele hernoeming van de Ersatz-Brigade naar een beveiligingsbrigade, en later naar een beveiligingsdivisie vond niet meer plaats) naar het oosten, in het Generaal-gouvernement, dan naar het Baltisch gebied overgeplaatst. De brigade gaf vanaf 10 tot 15 december 1941 een groot deel van zijn bataljon aan de Heeresgruppe Nord  (Legergroep Noord) af. Op 27 april 1942 werden de resterende troepen  in het Oberfeldkommandantur 394 (OFK 394, Riga) hernoemd.

## Commandant
| Rang         | Naam              | Begin                       | Eind          | Opmerking |
| ------------ | ----------------- | --------------------------- | ------------- | --------- |
| Generalmajor | Franz Wolfsberger | 17 juni 1941 - 25 juni 1941 | 27 april 1942 |           |

## Samenstelling[1]
- Infanterie-Ersatz-Regiment 605 met 2 bataljons ook uit Wehrkreis VII en XVIII
- Infanterie-Ersatz-Regiment 606 met 2 bataljons uit Wehrkreis XVII
- Infanterie-Ersatz-Regiment 607 met 2 bataljons uit Wehrkreis Prag (I)